# Kézilabda a 2008. évi nyári olimpiai játékokon
A 2008. évi nyári olimpiai játékokon a kézilabdatornákat augusztus 9. és 24. között rendezték. A magyar női kézilabda-válogatott negyedik helyezést ért el.

## Éremtáblázat
| A 2008. évi nyári olimpiai játékok éremtáblázata kézilabdában | A 2008. évi nyári olimpiai játékok éremtáblázata kézilabdában | A 2008. évi nyári olimpiai játékok éremtáblázata kézilabdában | A 2008. évi nyári olimpiai játékok éremtáblázata kézilabdában | A 2008. évi nyári olimpiai játékok éremtáblázata kézilabdában | Olimpia  |
| ------------------------------------------------------------- | ------------------------------------------------------------- | ------------------------------------------------------------- | ------------------------------------------------------------- | ------------------------------------------------------------- | -------- |
|                                                               | Ország                                                        | Arany                                                         | Ezüst                                                         | Bronz                                                         | Összesen |
| 1.                                                            | Franciaország (FRA)                                           | 1                                                             | 0                                                             | 0                                                             | 1        |
| 1.                                                            | Norvégia (NOR)                                                | 1                                                             | 0                                                             | 0                                                             | 1        |
| 3.                                                            | Izland (ISL)                                                  | 0                                                             | 1                                                             | 0                                                             | 1        |
| 3.                                                            | Oroszország (RUS)                                             | 0                                                             | 1                                                             | 0                                                             | 1        |
| 5.                                                            | Spanyolország (ESP)                                           | 0                                                             | 0                                                             | 1                                                             | 1        |
| 5.                                                            | Dél-Korea (KOR)                                               | 0                                                             | 0                                                             | 1                                                             | 1        |
|                                                               |                                                               |                                                               |                                                               |                                                               |          |
| Összesen                                                      | Összesen                                                      | 2                                                             | 2                                                             | 2                                                             | 6        |

## Érmesek

### Férfi torna
| A 2008. évi nyári olimpiai játékok érmesei férfi kézilabdában | A 2008. évi nyári olimpiai játékok érmesei férfi kézilabdában | A 2008. évi nyári olimpiai játékok érmesei férfi kézilabdában | A 2008. évi nyári olimpiai játékok érmesei férfi kézilabdában |
| --- | --- | --- | ------------------------------------------------------------- |
| Arany | Ezüst | Bronz |                                                               |
| Franciaország (FRA) | Izland (ISL) | Spanyolország (ESP) |                                                               |
| Luc Abalo Joël Abati Cédric Burdet Didier Dinart Jérôme Fernandez Bertrand Gille Guillaume Gille Olivier Girault Michaël Guigou Nikola Karabatić Daouda Karaboué Christophe Kempe Daniel Narcisse Thierry Omeyer Cédric Paty | Alexander Petersson Arnór Atlason Ásgeir Örn Hallgrímsson Björgvin Páll Gústavsson Guðjón Valur Sigurðsson Hreiðar Guðmundsson Ingimundur Ingimundarson Logi Eldon Geirsson Ólafur Stefánsson Róbert Gunnarsson Sigfús Sigurðsson Snorri Guðjónsson Sturla Ásgeirsson Sverre Andreas Jakobsson | David Barrufet Ion Belaustegui David Davis Alberto Entrerríos Raúl Entrerríos Rubén Garabaya Juanín García José Javier Hombrados Demetrio Lozano Cristian Malmagro Carlos Prieto Albert Rocas Iker Romero Víctor Tomás |                                                               |

### Női torna
| A 2008. évi nyári olimpiai játékok érmesei férfi kézilabdában | A 2008. évi nyári olimpiai játékok érmesei férfi kézilabdában | A 2008. évi nyári olimpiai játékok érmesei férfi kézilabdában                                                                                                | A 2008. évi nyári olimpiai játékok érmesei férfi kézilabdában |
| --- | --- | --- | ------------------------------------------------------------- |
| Arany | Ezüst | Bronz |                                                               |
| Norvégia (NOR) | Oroszország (RUS) | Dél-Korea (KOR) |                                                               |
| Ragnhild Aamodt Karoline Dyhre Breivang Marit Malm Frafjord Gro Hammerseng Katrine Lunde Haraldsen Kari Aalvik Grimsbø Kari Mette Johansen Tonje Larsen Kristine Lunde Else-Marthe Sørlie Lybekk Tonje Nøstvold Katja Nyberg Linn-Kristin Riegelhuth Gøril Snorroeggen | Jekatyerina Andrjusina Irina Bliznova Jelena Dmitrijeva Anna Karejeva Jekatyerina Marennyikova Jelena Poljonova Irina Poltorackaja Ljudmila Posztnova Okszana Romenszkaja Natalja Sipilova Marija Szidorova Inna Szuszlina Emilija Turej Jana Uszkova | An Dzsonghva Cshö Imdzsong Hong Dzsongho Ho Szunjong I Minhi Kim Cshajon Kim Namszon Kim Ona Mun Philhi O Jongran O Szongok Pak Csonghi Pe Minhi Szong Herim |                                                               |